# Joan Bauzà Bauzà
Joan Bauzà Bauzà (Vilafranca de Bonany, 1944) és un sacerdot mallorquí. Ordenat prevere a Palma el 18 de juny de 1967 i cursà estudis eclesiàstics al Seminari Diocesà de Mallorca. És llicenciat en filosofia i lletres per la Universitat de València; llicenciat en ciències socials per la Universitat Pontifícia de Sant Tomàs d'Aquino de Roma, i diplomat en ciències i tècniques de l'opinió pública per la Universitat Internacional Lliure Pro Deo de Roma.
Ha estat assessor religiós i professor al Col·legi Lluís Vives de Palma; director tècnic del Col·legi Sant Josep Obrer de Palma; professor de sociologia i de mitjans de comunicació social a la Facultat Pontifícia i Civil de Teologia de Lima, al Perú, país en el qual fou missioner diocesà del 1991 al 1996; professor de filosofia de la ciència al Centre d'Estudis Teològics de Mallorca; professor de religió i la seva didàctica a la Universitat de les Illes Balears i professor d'ètica de les comunicacions al Centre Universitari Alberta Jiménez.
Ha estat director gerent i delegat diocesà a Ràdio Popular de Mallorca, delegat diocesà de Mitjans de comunicació social. Vicari episcopal de la diòcesi de Mallorca i vicari episcopal de l'Arxidiòcesi de Lima. Ha estat rector de les parròquies de Nostra Senyora dels Dolors de Manacor, de Sant Antoni de la Platja de Can Pastilla, de Sant Joan Maria Vianney de Lima, del Seminari Major de Mallorca, i de Sant Alonso Rodríguez de Palma.
Ha exercit de comentarista de ràdio, de columnista de premsa i és autor de Bon dia. Comentaris radiofònics, Dietari de canvis. Discontinuïtats espirituals, Entendre la Seu de Mallorca, Comprendre la Seu: Una mirada gòtica a la catedral de Mallorca. El 2007 va rebre el Premi Ramon Llull. Des de 2002 és canonge de la Seu de Mallorca exercint de degà-president (2010-2017) del Capítol Catedral. Actualment és canonge emèrit.